# Ecuavóley

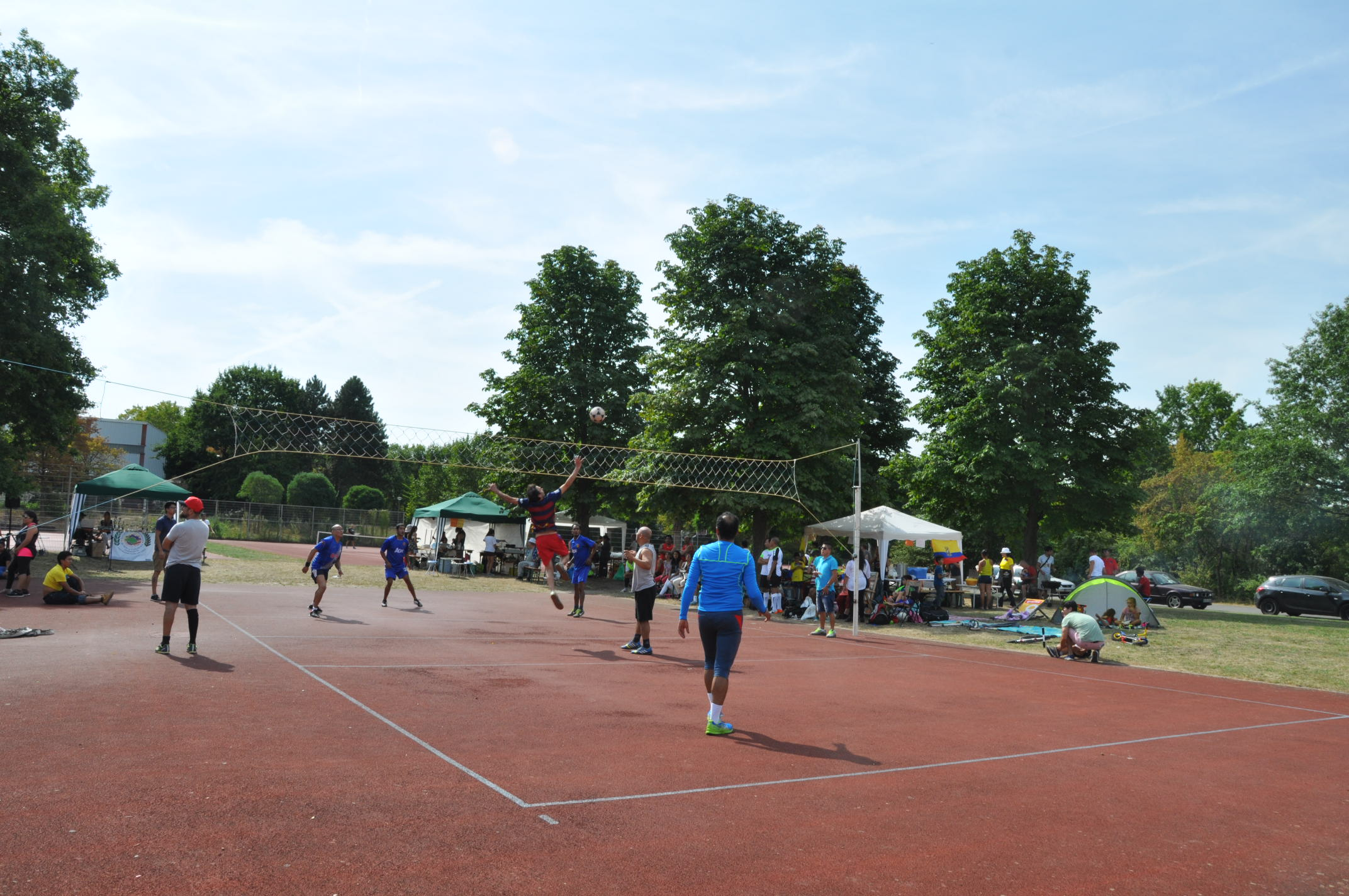
Erstes Ecuavoley-Turnier in Darmstadt - Hessen
Organisiert vom Verein "Sociedad International de Arte y Cultura e.V."

Ecuavoley ist eine aus Ecuador stammende Mannschaftssportart und stellt eine Variante des Volleyball dar.

## Geschichte
Das erste Ecuavoley-Turnier wurde im Jahr 1958 ausgetragen; danach hat es sich schnell ausgebreitet. Ecuavoley entwickelte sich unabhängig weiter. Die Turniere fanden in Nachbarschaften statt und wurden von verschiedenen Organisationen veranstaltet. So wurde es in Ecuador ein beliebter Volkssport.

## Regeln

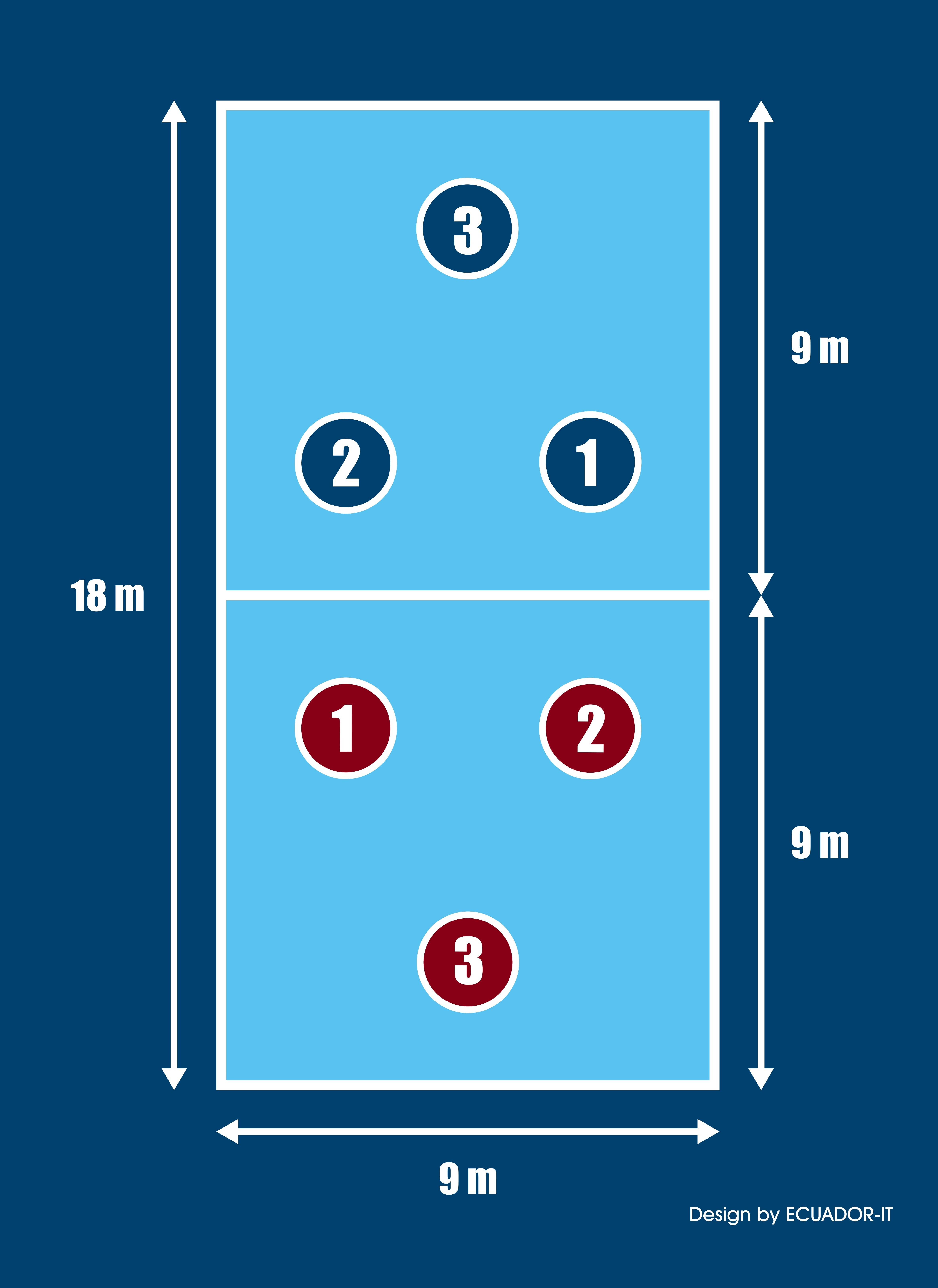
Abmessungen eines Ecuavoleyfelds.
Spielerpositionen: 1. Vorderspieler, 2. zweiter Vorderspieler, 3. Hinterspieler

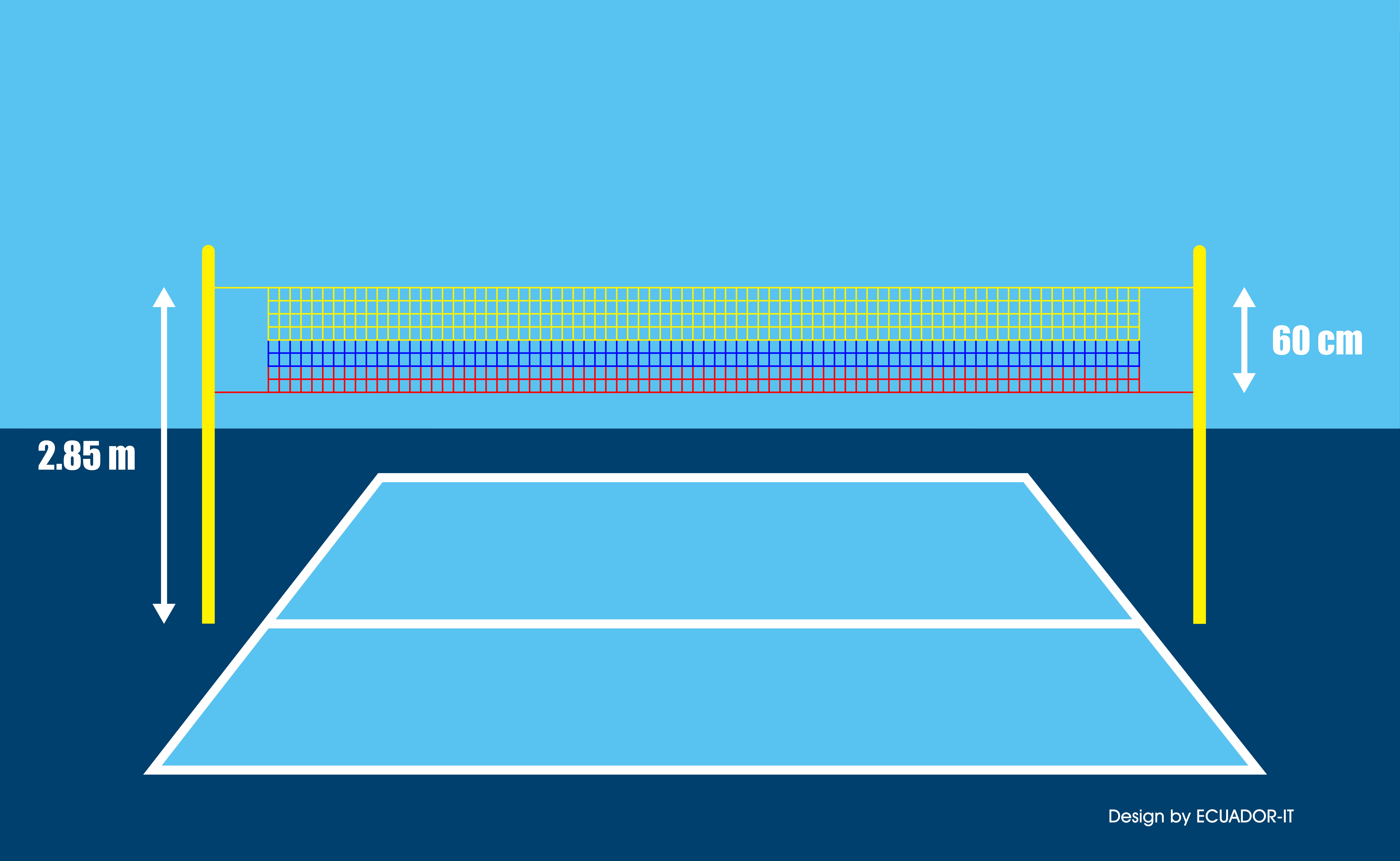
Ecuavoley - Netz von der Grundlinie aus gesehen

- Das Netz ist höher (2,85 m) und schmaler (60 cm) als beim Volleyball.
- Das Spielfeld ist 18 m lang und 9 m breit wie beim Volleyball.
- Es wird mit einem Fußball (offiziell einem Mikasa FT5) gespielt.
- Jedes Spiel besteht aus zwei Sets bis 12 oder 15 Punkten, besteht nach dem zweiten Set ein Unentschieden, wird ein drittes Set gespielt.
- Spieler dürfen den Ball bis zu einer Sekunde lang festhalten.
- Jeder Spieler eines Teams kann das Spiel mit dem Aufschlag (saque de batida) beginnen. Man nimmt den Ball mit einer Hand, wirft leicht nach oben und schlägt oder hebt mit der gleichen Hand/Arm nach unten oder oben. Im Gegensatz zu Volleyball, der von hinten nach vorne gespielt wird.
- Das Ergebnis wird nach Aufschlagwechseln und Punkten notiert:

1. Jeder Wechsel bedeutet einen halben Punkt, d. h. zwei Aufschlagwechsel hintereinander bringen dem Team einen Punkt.

- Der Aufschlag wird aus dem Aufschlagbereich gespielt, einem Viereck, dass in der Regel an jeder Ecke des Spielfeldes markiert ist. Er darf nur mit den Händen ausgeführt werden.
- Die Ferse des Spielers darf beim Aufschlag nicht abheben, sonst wird der Schiedsrichter ihn für ungültig erklären, und das gegnerische Team erhält den Aufschlag.
- Gewinner ist derjenige, der zwei Sets gewinnt. Wenn beide Teams je ein Set gewinnen, wird ein drittes Set gespielt.

## Aufstellung
Die Struktur des Spiels ist ähnlich wie beim Volleyball:
- Jedes Team besteht aus drei Spielern:

1. Dem colocador (Vorderspieler ähnlich dem Mittelblocker des normalen Volleyball, wörtlich „Sichernder“),
2. Dem servidor (zweiter Vorderspieler, wörtlich „Zuspieler“), und
3. Dem volador (Hinterspieler, der schnell von links nach rechts wechseln muss, wörtlich „Fliegender“).

## Verbote
Man darf nicht:
- das Netz mit den Händen berühren,
- die Linie unter dem Netz überschreiten.

## Aktuell
Aktuell haben die Sportfunktionäre für die nationalen Meisterschaften neue Regeln erlassen. Zum Beispiel kann von überall her aufgeschlagen werden, solange der Fuß des Spielers im Aufschlagsbereich bleibt. Die Netzhöhe beträgt maximal 2,85 Meter, kann aber geändert werden, wenn z. B. die Kapitäne der Teams und der Schiedsrichter zusammen über die Höhe des Netzes entscheiden.

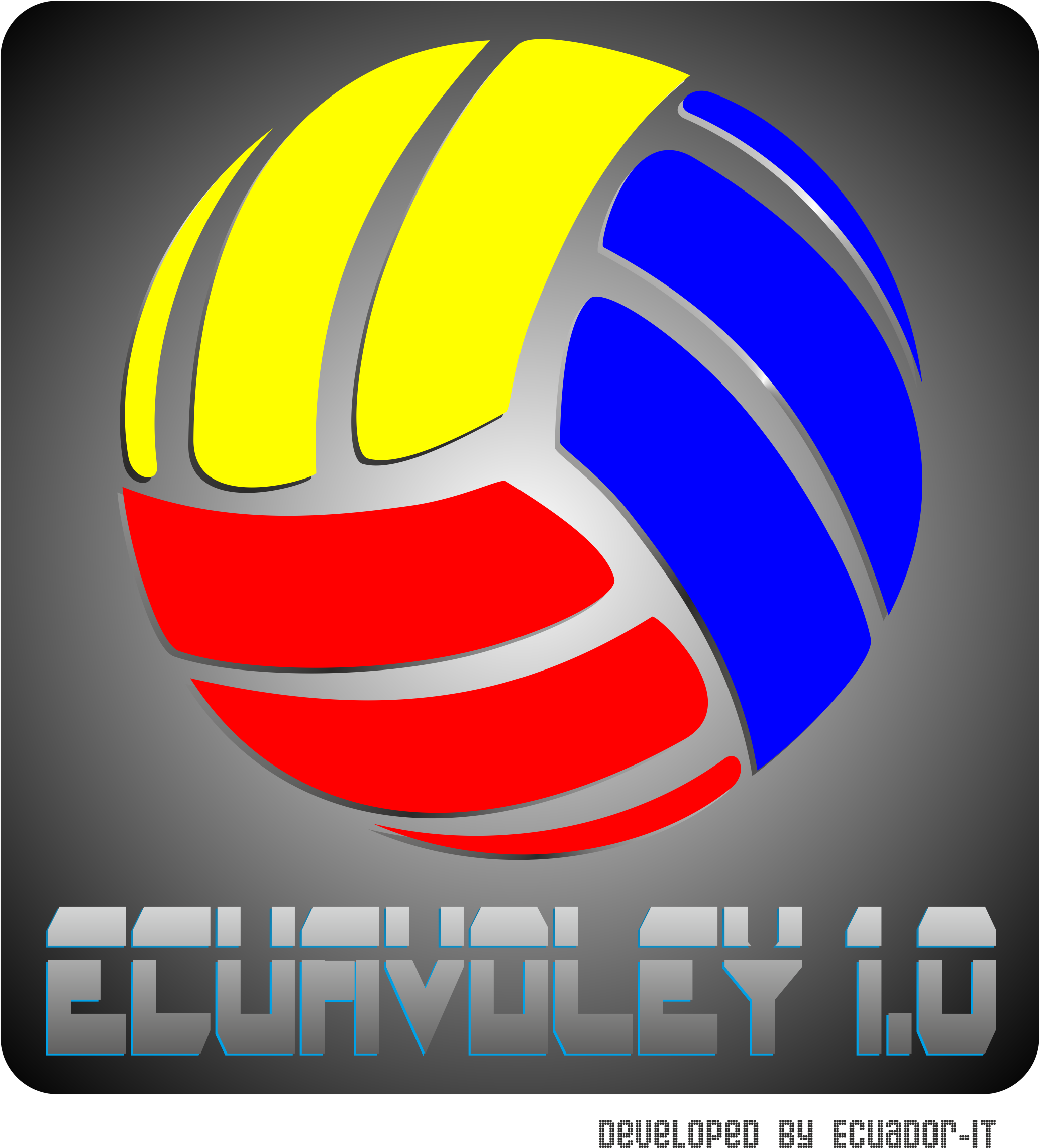
ECUAVOLEY 1.0 - Virtuell Anzeigetafel App

Aktuell gibt es eine kostenlose Applikation "ECUAVOLEY 1.0", kompatibel für alle Android-Geräte.

## Erstes Ecuavoley-Turnier in Darmstadt
Dieses Turnier fand in Darmstadt am 17. Juni 2017 statt und wurde von dem Verein  "Sociedad Internacional de Arte y Cultura e.V." (Gesellschaft für internationale Kunst und Kultur e.V.) ausgetragen.